# Christian Friedrich Steiß
Christian Friedrich Steiß (* 10. März 1754; † 1817) war ein deutscher Bankier und Politiker.

## Leben
Steiß lebte als Bankier in Frankfurt am Main. Nach dem Tod seiner Vaters, der vorher diese Stelle bekleidet hatte, wurde er am 1. Juli 1779 von Herzog Carl August von Sachsen-Weimar-Eisenach zum Hofrat ernannt. 1799 legte er diese Stelle nieder, nachdem er 1799 als Senator in den Rat der Reichsstadt Frankfurt am Main gewählt wurde. Im Senat der Freien Stadt Frankfurt war er Schöff beim Bauamt und Mitglied des engeren Rates.